# Ендрю Пітерс
Е́ндрю Пі́терс (1995-2023) — американський та український військовослужбовець, учасник російсько-української війни та війни в Афганістані, загинув у ході російського вторгнення в Україну.

## Життєпис
Народився в Маршфілді штат Вісконсин, після закінчення школи долучився до армії США, в 2014 проходив службу в Афганістані.
Після початку повномасштабного вторгнення приїхав зі своїм спорядженням в Україну, щоб долучитися до інтернаціонального легіону

## Нагороди
- Орден «За мужність» III ступеня[2]
- Сталевий Хрест «ЗА НАШУ І ВАШУ СВОБОДУ» (посмертно)[3][4]